# Naitō Masatoyo
Naitō Masatoyo (内藤 昌豊?; 1522 – 29 giugno 1575) è stato un samurai giapponese del periodo Sengoku.

## Biografia
Conosciuto anche come Naitō Masahide (内藤 政秀?) o come Kudō Sukenaga, era il secondo figlio di Kudō Toratoyo, un vecchio servitore di Takeda Nobutora.
Quando Toratoyo perse il favore di Nobutora e venne ucciso da quest'ultimo, Sukenaga e suo fratello fuggirono dal clan Takeda e, secondo le teorie più accreditate, si diedero al vagabondaggio nel Kantō. Dopo che Nobutora fu esiliato dal figlio Takeda Shingen, i fratelli Kudō vennero richiamati, e furono restituite loro le terre di appartenenza. Shingen si scusò formalmente inviando una lettera di scuse e denaro alla famiglia. Inoltre ai Kudō fu garantito il grado di samurai-taishō (侍大将?) venne loro assegnato il comando di cinquanta cavalieri.
Nel 1566 gli fu assegnato il castello di Minowa dopo che cadde nelle mani dei Takeda.
Nella battaglia di Mikatagahara guidò la carica alle file Tokugawa e fu in prima linea a Nagashino nel 1575. Si oppose all'attacco di Nagashino e, nel corso della battaglia, fu colpito da numerose frecce e decapitato da Asahina Yasukatsu. È ricordato per il suo carattere cordiale e le sue altrettanto impressionanti doti nella guerra e nell'amministrazione. Mentore del giovane Takeda Katsuyori, quarto figlio di Takeda Shingen. A Nagashino, anche se in disaccordo con Katsuyori, si precipitò in battaglia, ricevendo una morte onorevole.
È anche conosciuto come uno dei ventiquattro generali di Takeda Shingen.